# Župnija Sv. Jernej pri Ločah
Župnija Sv. Jernej pri Ločah je rimskokatoliška teritorialna župnija dekanije Slovenske Konjice Bistriško-Konjiškega naddekanata, ki je del nadškofije Maribor.